# Opua
Opua ist ein Ort im Far North District der Region Northland auf der Nordinsel von Neuseeland.

## Namensherkunft
Der Name des Ortes bedeutet in der Sprache der Māori so viel wie „Platz der Blume“. In der ursprünglichen Stadtplanung von 1881 wurde der Ort allerdings „Newport“ genannt. Wann der Ort umbenannt wurde, ist nicht bekannt.

## Geographie
Der Ort befindet sich rund 8 km nordnordöstlich von Kawakawa und rund 18 km südöstlich von Kerikeri am Veronica Channel, der Zugang zur Bay of Islands hat. Opua erstreckt sich von den Ufern des Channels aus hinauf in die angrenzenden Hügeln bis auf 80 m über den Meeresspiegel. Der Ort verfügt über einen für die Größe des Ortes beachtlichen Yachthafen, der für Hochseeyachten nach ihrer Überquerung des Pazifischen Ozeans der erste möglich Anlaufpunkt in Neuseeland ist.

## Geschichte
Die Eisenbahn erreichte Opua, als die Bahnstrecke Kawakawa–Taumarere hierher verlängert und am 7. April 1884 eingeweiht wurde. Letztendlich bildete sie das Endstück der Bahnstrecke Auckland–Opua, die seit 1925 durchgehend befahren werden konnte. Ab dieser Zeit fuhr dreimal wöchentlich der Northland Express von Auckland direkt nach Opua. Im November 1956 wurde der Zug durch einen Dieseltriebwagen der Baureihe RM mit 88 Sitzplätzen ersetzt, der von Okaihau über die Bahnstrecke Otiria–Okaihau verkehrte. Reisende nach Opua mussten in einen gemischten Zug umsteigen. Am 18. Juni 1976 wurde auch dieser Personenverkehr eingestellt und die Strecke nur noch für den Güterverkehr genutzt. Da die Bedeutung Opuas als Handelshafen schwand, ging auch das Frachtaufkommen im Eisenbahnverkehr zurück, so dass auch der Güterverkehr auf der Strecke 1985 eingestellt wurde. Die Strecke zwischen Opua und Kawakawa wurde an die Bay of Islands Vintage Railway verpachtet, die eine Zeit lang Touristenzüge auf der Strecke betrieb. Wegen einer nicht mehr befahrbaren Brücke ist dieser Verkehr heute auf den Abschnitt Kawakawa–Taumarere beschränkt und Opua kann mit dem Zug nicht erreicht werden.

## Bevölkerung
Zum Zensus des Jahres 2013 zählte der Ort 546 Einwohner, 10,8 % weniger als zur Volkszählung im Jahr 2006.

## Infrastruktur

### Straßenverkehr
Durch Opua führt der New Zealand State Highway 11, der den Ort mit Kawakawa im Südsüdwesten und Paihia angrenzend im Norden sowie über den Anschluss an den New Zealand State Highway 1 mit Kerikeri im Nordwesten verbindet.

### Schiffsverkehr
Über den Yachthafen bestehen Verbindungen zu allen naheliegenden Häfen an der Ostküste. Eine Fährverbindung besteht zudem nach Okiato auf der anderen Seite des Veronica Channel. Über diese Fährverbindung und der anschließenden Landstraße über die Halbinsel ist auch das nördlich gelegene Russel zu erreichen.

### Bildungswesen
Die Siedlung verfügt mit der Opua School über eine Grundschule mit den Jahrgangsstufen 1 bis 8. Im Jahr 2015 besuchten 109 Schüler die Schule. Die Schule wurde 1886 gegründet. Sie hat sich auf die Aufnahme von Kindern der für einige Wochen oder Monate im Hafen liegenden Yachten eingestellt und hat daher einen für eine so kleine Gemeinde sehr internationalen Charakter.